# قلعه ناگاکوبو
長窪城 (به ژاپنی: 大井 貞隆 おおい さだたか)؛ یک قلعه ژاپنی واقع در شهر ناگاوا، ناگانو، منطقه منطقه چیساگاتا، ناگانو، استان ناگانو بود.
اوی ساداتاکا ارباب قلعه ناگاکوبو بود.